# 長谷川五郎
長谷川 五郎（はせがわ ごろう、本名：長谷川敏、1932年（昭和7年）10月19日 - 2016年（平成28年）6月20日）は、日本のボードゲーム研究家、ボードゲーム開発者。特にオセロのパッケージを開発したことで知られる。五郎はペンネームであり、オセロに関しては本名の長谷川敏で商標権を取得している。
日本オセロ連盟元会長。オセロ名誉十段。オセロ以外にも88オセロ、グランドオセロ、ソクラテス、ミラクルファイブ、セルゴ、大碁（だいご）といったボードゲームを開発した。
将棋・囲碁共にアマチュア五段でもある。

## 来歴
茨城県水戸市出身。英文学研究者で、茨城大学教授の長谷川四郎を父として生まれる。
旧制水戸中学校（現在の茨城県立水戸第一高等学校）に入学。
茨城大学卒業後、中外製薬株式会社に就職し営業職（MR）の仕事を始める。怪我で入院中に、将棋ができる患者がおらず、誰にでも習得できるオセロを発明し、楽しんでいた。その後、仕事先などで自作のオセロを披露していたところ、担当の顧客にあたる医局長に同ゲームが高く評価され、1972年、ツクダの社長である佃義範および企画担当者の和久井威に面会する機会を得て同ゲームを育てる夢を語り合い意気投合。ゲームとしては破格の長期契約を結び1973年には日本オセロ連盟を設立し東京で第1回全日本オセロ選手権大会を開催。同社がオセロの販売を開始しその後は年々ファンの数が増えた。和久井によると、持ち込まれたときのオセロには特許が取得されておらず、業界でもキャラクター以外にロイヤリティを払う意識がほとんどない時代だったが、佃は「おもちゃはアイデアだから」とロイヤリティを払うことを認めたという。
病気療養中のところ、2016年6月20日に千葉県柏市内の自宅近くの病院で死去。83歳没。

## 人物
現在「オセロ」として知られるゲームを開発した経緯については、本人の説明が二転三転しており、真相は不明である。当初はイギリスのリバーシというゲームのデザインを改良したものと説明しており、1971年に出願した実用新案登録の書類では、半世紀にわたって行われている源平碁の石、盤、計算表を改良したものと説明していたが、後に自身が学生時代に独自に考案したゲームであり、リバーシと似ているのは偶然と主張するようになった。
近年の主張によれば、学校の短い休み時間でも楽しめるゲームが欲しいと思い、碁石を用いて相手の石をはさむと取れるというルールの「挟み碁」を考案したことに始まる。その後、ルールを変え、石を取り除くのではなく色を反転させるようにし、牛乳瓶のふたを用いて裏表を反転させるように改良して現在の形にたどりついた、と言う。
みずからのゲームに「オセロ」という名称をつけることになった由来は、そのゲームを考案した際に何と名付けるかについて英文学研究者（英文学者）である父親の四郎に相談したところ、シェイクスピアの『オセロ』を取り上げたからだという。そして、黒人軍人のオセロ（=黒石）と、その妻の白人女性のデズデモーナ（=白色）が緑の平原（=緑の盤面）で勇猛果敢に闘う物語が思い描いて、盤面を緑色にしたという。シェイクスピアの『オセロ』は敵・味方が頻繁に寝返るストーリーの演劇作品である。

## 著書
- How to win at Othello（Jove Publications、1977年） ISBN 0156422158
- 『オセロ』（あかしや出版、1979年5月）
- 『オセロの打ち方 ― 勝つための基本戦術』（講談社、1981年12月） ISBN 4061277596
- 『オセロ百戦百勝 ― 勝つための技術』（講談社、1990年7月） ISBN 4062048434
- 『オセロ大観（1）』（近代文芸社、1995年）ISBN 477334718X
- 『オセロ大観（2）』（近代文芸社、1995年）ISBN 4773347198
- 『オセロの勝ち方』（河出書房新社、2001年）ISBN 4309264611
  - 増補版（2005年5月） ISBN 4309268366
  - 改訂新版（2006年7月） ISBN 4309269087
- 『オセロ百人物語 オセロ史を飾った名選手たち』（河出書房新社（2005年12月） ISBN 4309906559
- 『オセロ教室』（近代文芸社、2008年8月） ISBN 4773375825
- 『ソクラテスの打ち方』（ソラリス、1994年） ISBN 4795203806